# Manlio Cecovini
Manlio Cecovini (Trieste, 29 gennaio 1914 – Trieste, 6 novembre 2010) è stato un politico, saggista e narratore italiano.

## Biografia
Sebbene secondo lo stesso Manlio Cecovini il cognome Cecovini sarebbe di origini slovene (da Čehovin) e integrato nel multiculturale e multietnico ambiente della Trieste austroungarica, Cecovini rivendicò sempre con chiarezza la propria "italianità". Si laureò in legge a Bologna nel 1936. Entrato in magistratura, ricoprì l'ufficio di pubblico ministero e di giudice civile a Milano. Richiamato alle armi e assegnato alla Divisione Julia, prestò servizio sul fronte greco-albanese. Come magistrato venne messo in licenza illimitata, per sopperire alle necessità di servizio giudiziario.
Operò nell'ufficio legale del governo militare alleato e poi come Avvocato dello Stato.

## Dopoguerra
Nel 1975 fondò la Lista per Trieste e dal 1978 al 1983 fu sindaco di Trieste. Parallelamente, dal 1979 al 1984, fu membro del Parlamento europeo; in seguito è stato consigliere regionale del Friuli-Venezia Giulia. È stato iscritto al Partito Liberale Italiano.

## Cariche
È stato presidente onorario dell'Istituto giuliano di storia, cultura e documentazione, sovrano gran commendatore del supremo consiglio d'Italia del Rito scozzese antico ed accettato della libera muratoria universale per la giurisdizione massonica italiana dal 1977 al 1986.
Nel 2004 gli è stato conferito il premio San Giusto d'Oro dai cronisti del Friuli Venezia Giulia.

## Opere
- L'autogoverno della Venezia Giulia: progetto di statuto, Trieste, F. Zigiotti, 1946
- Ritorno da Poggio boschetto, Firenze, Ed. La Voce, 1954
- La rotta del sole: racconto Udine, Del Bianco, 1960
- Farina fina e altri racconti, Milano, Nuova accademia, 1963
- Ponte Perati: la Julia in Grecia, Firenze, Vallecchi, 1966
- Breve storia del porto industriale di Trieste, a cura del Rotary club di Trieste, 1966
- Del patriottismo di Trieste: discorso di un triestino agli italiani nel cinquantenario della redenzione, Milano, All'insegna del pesce d'oro, 1968
- Straniero in paradiso, Trieste, LINT, 1970
- (con Dino Menichini), L'autostrada Trieste-Udine-Venezia, Trieste, Autovie Venete, 1972, ISBN non esistente.
- Ponte Perati la Julia in Grecia, Milano, Longanesi, 1973
- Burlesque, Trieste, Italo Svevo, 1973
- Per favore chiamatemi von, Trieste, Lint, 1976
- Discorso di un triestino agli italiani e altri scritti politici, Trieste, Lint, 1977
- Racconti scelti, Trieste, LINT, 1981
- Un'ipotesi per Barbara, Milano, Vallardi, 1982
- Dalla Comunita all'Unione europea, 1979-1984: interventi al Parlamento europeo di Manlio Cecovini, Trieste, Stella, 1984
- Longitudine ovest, Tricesimo, C. Lorenzini, 1984
- Dialoghi con Mascherini, 1987
- Tesi a confronto sul confine orientale: le ragioni d'un esodo, Archeografo triestino. 4. ser., vol. 48 (1988)
- Il Rotary a Trieste: 1924-1989, Editreg, 1989
- Testimone del caos, Gorizia, Istituto giuliano di storia, cultura, documentazione, 1990
- Escursioni in Elicona: scritti su Barni, Marin, Saba, Joyce, Benco, Kandler, Stendhal, Sangiglio, Alessi, Fraulini, Sanzin, Mattioni, Salam, Fitzgerald, Beckett, Trieste, Lint, 1990
- Scritti e discorsi politici, 1946-1979, Udine, Del Bianco, 1991
- Vittorio Vidali: un triestino nel mondo, Quaderni giuliani di storia, 1993, n. 1-2
- Scritti e discorsi politici (1980-1983), Udine, Del Bianco, 1993
- Nottole ad Atene, Milano, Libri Scheiwiller, 1994
- Dare e avere per Trieste, Udine, Del Bianco, 1995
- Straniero in paradiso, Trieste, MGS press, 1995
- Scritti e discorsi politici (1984-1994), Udine, Del Bianco, 1995
- Assieme all'albero che deve morire, Pordenone, Zibaldone, 1996
- Refoli, Gorizia, Istituto giuliano di storia, cultura e documentazione, 1996
- Scrittori triestini del Novecento - Una cultura di frontiera, Trieste, LINT, 1997
- Due romanzi: Un seme per il corvo, Zadig, Trieste, Istituto giuliano di storia, cultura e documentazione, 1999
- Carteggio scazonte con Alojz Rebula, Provincia di Trieste, 2001
- Dizionarietto di filosofia quotidiana, Roma, Edizioni mediterranee, 2002
- Coi Sofi in paradiso: memorie di un eclettico, Trieste, MGS Press, 2002
- Il romanzo di Trieste. Storia di un autonomismo, Foggia, Bastogi Editrice Italiana, 2005